# Undeniable (AZ)
Undeniable è il settimo album del rapper statunitense AZ, pubblicato nel 2008.

## Ricezione
| Recensione     | Giudizio |
| -------------- | -------- |
| RapReviews     | [ 2 ]    |
| PopMatters     | [ 3 ]    |
| HipHopDX       | [ 4 ]    |
| Slant Magazine | [ 5 ]    |

L'album ottiene recensioni generalmente positive. Per HipHopDX si rivela «deludente» e sotto gli standard abituali di AZ, con una produzione mediocre. È ritenuto un album agli «estremi» del genere hip hop in quel periodo.

## Tracce
1. The Game Don't Stop – 4:06 – Fizzy Womack
2. Superstar (featuring Ming-Xia) – 4:21 – Mr. Lee
3. Life on the Line – 4:32 – Street Radio
4. Fire – 3:13 – Nottz
5. What Would You Do (featuring Jay Rush) – 4:18 – Emile
6. Dead End – 3:24 – Street Radio
7. Parking Lot Pimpin' – 4:22 – Street Radio
8. Undeniable – 3:23 – The Bad Parts
9. Go Getta (featuring Ray J) – 4:03 – Jay "Waxx" Garfield
10. Now I Know – 3:14 – Nottz
11. A Game (featuring Amil) – 3:24 – Fizzy Womack
12. The Hardest (featuring Styles P) – 3:30 – Large Professor

## Classifiche

### Classifiche settimanali
| Classifica (2008)         | Posizione massima |
| ------------------------- | ----------------- |
| Stati Uniti               | 141               |
| US Top R&B/Hip-Hop Albums | 24                |
| US Rap Albums             | 9                 |
| US Independent Albums     | 18                |